# Stefan Balmazović
Stefan Balmazović (cyr. Стефан Балмазовић; ur. 28 maja 1989 w Ivanjicy) – serbski koszykarz występujący na pozycjach niskiego i silnego skrzydłowego, obecnie zawodnik klubu Rabotnički.
20 sierpnia 2016 został zawodnikiem Startu Lublin. 22 sierpnia 2017 podpisał umowę z Turowem Zgorzelec.
1 marca 2022 powrócił do składu Rabotnički.

## Osiągnięcia
Drużynowe
- Mistrz Węgier (2019)
- Wicemistrz:
  - Serbii i Czarnogóry (2006)
  - Serbii (2007)
- Brąz Ligi Adriatyckiej (2006)
- Zdobywca Pucharu Serbii (2006, 2022)